# Base navale d'Azov
La Base navale d'Azov est un port militaire en Ukraine ouvert sur la mer d'Azov.